# Personalbescheinigung

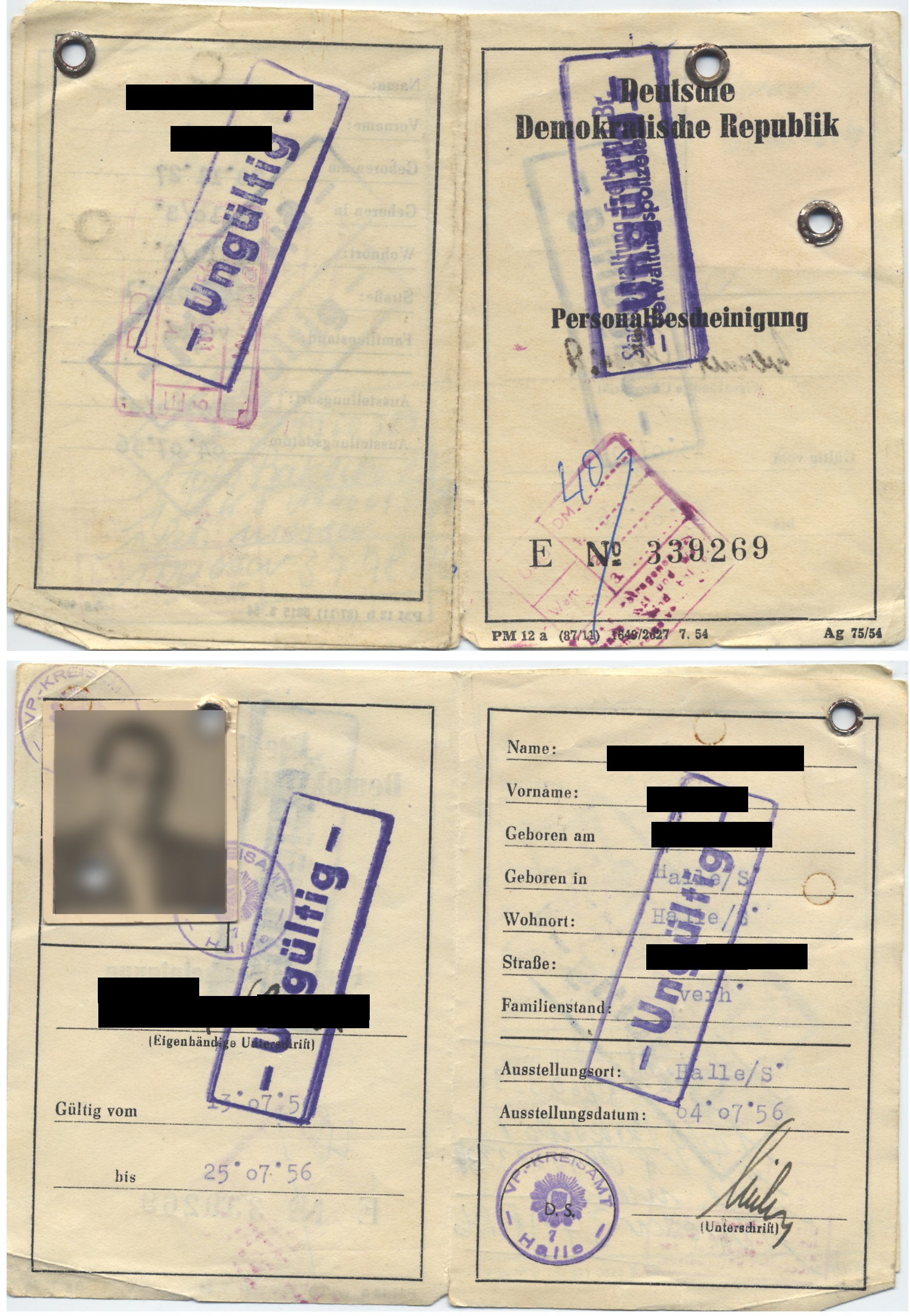
Personalbescheinigung von 1956

Eine Personalbescheinigung war ein Ausweis, der Personen, die in der DDR ansässig waren und deren Gebiet vorübergehend oder für ständig nach Westdeutschland verließen, zum Passieren der Kontrollpassierpunkte an der Demarkationslinie (innerdeutschen Grenze) berechtigte.
Die Personalbescheinigung wurde auf Basis einer Anordnung vom 23. November 1953 des Ministeriums des Innern der DDR ausgestellt. Sie löste ab dem 25. November 1953 den Interzonenpass ab. Vor der Abreise musste bei der Volkspolizei der Personalausweis im Austausch gegen die Personalbescheinigung abgegeben werden.